# Joseph (catholicos nestorien)
Pour les articles homonymes, voir Joseph.
Joseph fut le vingt-huitième catholicos de l'Église de l'Orient de 552 à sa déposition en 567. Il mourut trois ans après, en 570.

## Biographie
Sa carrière est retracée par la Chronique de Séert (II, 32). Il avait passé la plus grande partie de sa vie dans l'Empire byzantin, où il était devenu médecin. De retour en territoire perse, il s'établit quelque temps dans un monastère de Nisibe et se fit apprécier d'un « roi » qui était gouverneur (marzban) de la province. Celui-ci le présenta à Khosrô Ier, qui était alors malade et que Joseph parvint à guérir. Après la mort du catholicos Aba Ier (552), les chrétiens demandèrent à Khosrô l'autorisation de lui élire un successeur, mais le souverain imposa simplement l'intronisation de Joseph.
Pendant trois ans, affirme la Chronique, il exerça ses fonctions avec beaucoup de sagesse. En 554, il présida un synode qui promulgua vingt-trois canons. Mais ensuite sa conduite devint de plus en plus scandaleuse : il pratiqua largement la simonie, et montra un total mépris pour les évêques et les prêtres. Il s'allia avec « Radanpharoudj, le grand marzban », qui avait la confiance du roi, et par lui put tout se permettre : il faisait chasser de leur siège les évêques et les métropolites et les faisait emprisonner ; il soumettait les prêtres à des traitements humiliants comme leur imposer des brides comme des animaux et les conduire à l'étable.
Il chassa de son siège l'évêque de Zabé et le remplaça par Ézékiel, médecin de profession comme lui. Mais celui-ci sut capter la bienveillance de Khosrô et bientôt se posa en rival de Joseph. Mar Malekh, évêque de Darabgerd dans le Fars, ayant obtenu par l'entremise d'Ézékiel un décret royal suspendant la persécution anti-chrétienne dans son diocèse, Joseph estima que son autorité était bafouée et s'allia avec le grand-prêtre des mazdéens pour faire annuler le décret. L'Église du Fars rompit alors la communion avec le catholicos.
La coupe déborda quand Joseph accusa mensongèrement un chrétien d'avoir volé dans le trésor royal et vit son accusation déboutée par le roi. Le catholicos avait perdu la faveur du souverain pour avoir été en relations avec des ministres jetés en prison. Khosrô lui-même invita les évêques à se réunir pour punir Joseph de sa mauvaise action. Les prélats le destituèrent et l'excommunièrent, mais il ignora cette sentence et continua à ordonner des prêtres et des diacres. Il fallut l'intervention personnelle de Khosrô, en février 567, pour que Joseph fût effectivement déposé.
Les évêques s'étaient mis d'accord pour proposer Ézékiel à la succession. Mais les partisans de Joseph étaient suffisamment nombreux et influents pour que l'affaire tournât en dispute, si bien que le roi interdit l'élection d'un nouveau catholicos avant que tout le monde fût tombé d'accord. Cette situation dura jusqu'à la mort de Joseph, trois ans plus tard. Pendant cette période, la direction de l'Église fut assurée par Mari, évêque de Kachkar. Joseph fut enseveli à Anbar.